# Cambridge International Examinations
Cambridge International Examinations (CIE) (укр. «Кембриджська міжнародна система оцінювання» або «Кембриджське міжнародне екзаменування»), (раніше «University of Cambridge International Examinations» (UCIE ) (укр. Міжнародна система оцінювання Кембриджського університету) — міжнародна некомерційна приватна освітня установа, заснована у 1858 р. Штаб-квартира розташовується у Кембриджі. Установа є частиною Департаменту «Cambridge Assessment» Кембриджського університету.
Навчальні заклади, які впровадили та акредитували принаймні одну із освітніх програм Кембриджської міжнародної система оцінювання, отримують право користуватися її логотипом у всіх своїх офіційних документах, та мати у назві школи вираз «Кембриджська міжнародна школа» чи абревіатуру «CIS» (англ. Cambridge International School (CIS)).

## Загальноосвітні програми
CIE є розробником і пропонує школам чотири освітні міжнародні програми для дітей віком від 5 до 19 років:
- «Cambridge Primary» (укр. Кембриджська програма початкових класів) — програма, орієнтована на учнів молодших класів віком від 5 до 11 років);[5]
- «Cambridge Lower Secondary» (укр. Кембриджська програма середніх класів 1) — програма, орієнтована на учнів середніх класів віком від 11 до 14 років);[6]
- «Cambridge Upper Secondary» (укр. Кембриджська програма середніх класів 2) — програма, орієнтована на учнів середніх класів віком від 14 до 16 років);[7]
- «Cambridge Advanced» (укр. Кембриджська програма вищої освіти) — програма, орієнтована на учнів старших класів віком від 16 до 19 років);[8]

### Програми та кваліфікаційні рівні загальної середньої освіти
Протягом опанування кожної з цих програм і по їх завершенню успішність перевіряється двома методами:
- поточне тестування (екзаменаторами школи);
- контрольне тестування (екзаменаторами Кембриджу).

Успішність учнів оцінюється від «A» (найвища оцінка) до «G» (найнижча оцінка).
Навчаючись за програмами «Cambridge Upper Secondary», учні мають право здобувати сертифікати про загальну середню освіту:
- Міжнародний сертифікат про загальну середню освіту[en] (англ. International General Certificate of Secondary Education  — «IGCSE»);
- Кембриджський сертифікат про загальну середню освіту рівень-О[en] (англ. Cambridge O Level);
- Кембриджський сертифікат про середню освіту (англ. International Certificate of Education — «ICE»), для отримання якого необхідно отримати необхідні бали із семи предметів у наступних групах:
  - Мови;
  - Гуманітарні та соціальні науки;
  - Наукові дослідження;
  - Математика;
  - Креатив, технічні і професійно спрямовані науки.

Причому, до семи предметів відносяться дві мови із першої групи, по одному предмету із решти груп, та ще один (сьомий) предмет на вибір учня.

### Програми та кваліфікаційні рівні повної загальної середньої освіти
Навчаючись за програмами «Cambridge Advanced», учні мають право здобувати такі кваліфікаційні рівні повної загальної середньої освіти:
- Кембриджські міжнародні рівні AS & A (англ. Cambridge International AS & A Levels);
- Кембридж Pre-U[en] (англ. Cambridge Pre-U);

### Визнання отриманих кваліфікаційних рівнів
Програми Кембриджської міжнародної системи оцінювання готують школярів до життя, допомагаючи їм розвивати природну цікавість і постійну пристрасть до навчання. Офіційні свідоцтва про освітньо-кваліфікаційні рівні, такі як «Cambridge IGCSE», «Cambridge O Level», «Cambridge International AS & A Level» та «Cambridge Pre-U», визнаються та приймаються університетами та роботодавцями практично в усьому світі як об'єктивні свідчення про успішність. До таких країн відносяться країни Європейського Союзу, Північної Америки, Північної Африки, ПАР, Австралія та Нова Зеландія, а також, усі країни, що підписали Лісабонську конвенцію про визнання, у тому числі, і Україна, яка підписала цю конвенцію 11.04.1997, і ввела в дію з 01.06.2000.

## Школи Кембриджської міжнародної системи екзаменування в Україні
|                                       | Освітні рівні:       | Освітні рівні:        | Освітні рівні:        | Освітні рівні:     |
| Назва школи:                          | Cambridge Primary    | Cambridge Secondary 1 | Cambridge Secondary 2 | Cambridge Advanced |
| ------------------------------------- | -------------------- | --------------------- | --------------------- | ------------------ |
| Академія Сучасної Освіти А+           | Blue tick            | Blue tick             | Blue tick             |                    |
| Британська міжнародна школа в Україні | -                    | Blue tick             | Purple tick           | -                  |
| ТОВ "НВК «Золоче»                     | Cornflower blue tick | -                     | -                     | -                  |
| Globe International School            | Cornflower blue tick | -                     | Purple tick           | -                  |
| Початкова школа Острівець             | Cornflower blue tick | -                     | -                     | -                  |